# Alexandr Byčkov
Alexandr Vladimirovič Byčkov (rusky Александр Владимирович Бычков; * 1. dubna 1988) je ruský sériový vrah, odsouzený za vraždu devíti mužů v Bělinském v Penzenské oblasti mezi lety 2009 až 2012.
Byčkov se zaměřoval spíše na starší muže, alkoholiky a bezdomovce v okolí Bělinského. Po zatčení tvrdil, že své oběti pojídal. Na základě důkazů objevených při prohlídce domu má pravděpodobně na svědomí až 11 životů.

## Pozadí
Alexandr Vladimirovič Byčkov se narodil 1. dubna 1988 Irině a Vladimirovi Byčkovovým. Rodina Byčkovova bydlela v domě nedaleko Bělinského, který koupila Alexandrova babička z otcovy strany dva roky před narozením jeho mladšího bratra Sergeje. Irina nutila své děti odmala tvrdě pracovat na rodinné zeleninové zahradě. Chlapci byli také nuceni brigádničit pro své sousedy a také sbírat kovový šrot. Kdyby se domů vrátili bez peněz, byli by zbiti. Alexandr a jeho bratr také páchali drobné krádeže, za které byli několikrát chyceni, ale pokaždé byli spíše politování než trestáni.
Oba Byčkovovi rodiče byli alkoholici. Ve věku 40 let spáchal Alexandrův otec sebevraždu oběšením. Podle sousedů způsobila Vladimirův alkoholismus a sebevraždu údajná nevěra jeho manželky.
Koncem století Sergeje (Alexandrova bratra) těžce zbili a za jízdy vyhodili z auta. Sergej byl velmi potlučen a měl vážná poranění hlavy. Alexandr musel opustit vysokou školu, aby se mohl starat o svého bratra, který sice přežil, ale nakonec se stal invalidním.

## Vraždy
Dne 17. září 2009 spáchal Byčkov svou první vraždu. Jednalo se o 60letého Jevgenije Židkova, kterého potkal v místní hospodě. Židkov přišel do Bělinského, aby vyplnil dokumenty potřebné k čerpání důchodu z okresního archivu. A Byčkov se nabídl, že nechá Židkova na noc přespat ve svém domě. Když dorazili do Byčkovova domu a starší muž usnul, tak ho Byčkov ubodal k smrti a tělo rozřezal.
Byčkov, který si říkal „Rambo“, začal v příštích několika letech páchat další vraždy, přičemž se zaměřoval hlavně na muže, kteří trpěli alkoholismem nebo byli bez domova. Vždy nejprve nalákal oběť do svého domova nebo na jiné odlehlé místo, kde ji zabil kladivem nebo nožem a tělo poté rozřezal. Ostatky byly buď pohřbeny na dvorku za jeho domem, nebo na městské skládce. Byčkov se rozhodl zabíjet v teplých obdobích, aby policie podezřívala dočasné migrující pracovníky.
Byčkov také zabil muže, který ho začal podezírat z vražd a pokusil se ho vydírat.
První rozřezané tělo bylo nalezena na jaře roku 2010. Tělo patřilo Sergeji Berezovskému, bývalému partnerovi Alexandrovy matky, Iriny Byčkovové. V září téhož roku byla nalezena rozřezaná těla jeho dalších obětí. Za vraždy byl zatčen místní duševně nemocný muž, Alexandr Župlov. Župlov se ke všem třem vraždám, ze kterých byl shledán vinným přiznal. Byl poslán do ústavu pro duševně choré.

## Zatčení
V noci 21. ledna 2012 Alexandr Byčkov vnikl do železářství, kde ukradl tři nože a peníze v hodnotě 9 908 rublů (v té době asi 315 USD), ale o několik dní později byl zatčen. Policie našla v jeho domě osobní deník, ve kterém se autor, který si říkal „osamělý vlk“, prohlásil odpovědným za 11 vražd. Do deníku také napsal, že začal vraždit poté, co ho přítelkyně vyhodila z domu.
Při výslechu policii Byčkov tvrdil, že jedl játra, srdce a svaly svých obětí.

## Soudní řízení a rozsudek
Byčkovovi byla diagnostikována smíšená porucha osobnosti, ale prohlášen za duševně způsobilého postavit se před soud. Byl shledán vinným z devíti vražd a vloupání. Těla dalších dvou obětí uvedených v deníku nebyla nalezena. Dne 22. března 2013 byl Byčkov soudem Penzenské oblasti odsouzen na doživotí.
Ljuba Župlovová, matka Alexandra Župlovova, podala petici Rašídu Nurgalijevovi, když sloužil jako ruský ministr vnitra Ruska v níž žádala o přezkoumání případu jejího syna. To bylo možné až po odsouzení Byčkova.
Podle tvrzení matky odsouzeného se Byčkov ve vězení oženil s Američankou Kristinou Varr a má s ní syna.